# Хопьор
Хопьо̀р (на руски: Хопëр) е река в Русия. Тя е 47-ата по дължина река в Русия и 2-рият по дължина приток на Дон след Северски Донец. Дължината ѝ е 970 km. Влива се отляво при 823-ти km на река Дон при село Бобровски 1-ви, Волгоградска област.

## Географска характеристика

### Извор, течение, устие
Реката води началото си от северната част на Приволжкото възвишение на 225 m н.в. северозападно от село Ивановско, Пензенски район, централната част на Пензенска област. Първите около 30 km тече в югоизточна посока, а след село Приволе се насочва на югозапад и запазва това си направление до напускането пределите на Пензенска област южно от село Зубрилово. При навлизането си в западната част на Саратовска област реката завива на юг, като течението ѝ е съпроводено с множество меандри и крайречни езера. След град Балашов завива на запад, напуска пределите на Саратовска област и навлиза на територията на Воронежка област. Тук посоката ѝ е отново югозападна, като долината ѝ става по-широка и с много повече завои и меандри. Преминава последователно през градовете Поворино, Борисоглебск и Новохопьорск, като след последния завива на юг, а след това на югоизток и навлиза в пределите на Волгоградска област. След град Урюпинск се насочва на юг и запазва това си направление до устието си. В този последен участък долината ѝ става широка, завоите и меандрите ѝ се увеличават, ширината на коритото достига до 100 m, а дълбочината – до 17 m. Влива се отляво при 823-ти km на река Дон при село Бобровски 1-ви, Серафимовички район на Волгоградска област, на 49 m н.в.

### Водосборен басейн, притоци
Водосборният басейн на река Хопьор обхваща площ от 61 100 km2, която представлява 14,48% от водосборния басейн на Дон. Той се простира на територията на 5 области: Волгоградска, Воронежка, Пензенска, Саратовска и Тамбовска област на Русия.
Водосборният басейн на реката граничи с други 5 водосборни басейна:
- на югозапад и запад – водосборните басейни на малки и къси реки, вливащи се отляво в река Дон и водосборните басейни на реките Толучеевка и Битюг (леви притоци на Дон);
- на северозапад – водосборния басейн на река Волга;
- на изток – водосборния басейн на река Медведица (ляв приток на Дон).

Река Хопьор получава около 25 притока с дължина над 20 km, от които 6 са с дължина над 100 km. По-долу са изброени тези 6 реки, на които са показани на кой километър от течението на Хопьор се вливат (километрите се броят от устието към извора), техните дължини, площта на водосборните им басейни, дали са леви (←) или десни (→) притоци и къде се вливат:
→ 851 Сердоба 160 km, 4040 km2, при село Куракино, Пензенска област;
→ 681 Аркадак 115 km, 1790 km2, при град Аркадак, Саратовска област;
← 540 Карай 139 km, 2680 km2, при село Болшой Карай, Саратовска област;
← 403 Ворона 454 km, 13 200 km2, при град Борисоглебск, Воронежка област;
← 315 Савала 285 km, 7720 km2, на 2 km североизточно от село Каменка Садовка, Воронежка област;
→ 142 Бузулук 314 km, 9510 km2, при станица Уст Бузулукская, Волгоградска област.

### Хидроложки показатели
Басейнът на реката изцяло се намира в пределите на лесостепната и степната зона, което обяснява малкия отток на реката при сравнително големия ѝ водосборен басейн. Тече изцяло в пределите на Приволжкото възвишение. Средният многогодишен отток на реката на 45 km от устието е 150 m3/s (максимален 2720 m3/s, минимален 45,4 m3/s). Подхранването е предимно снегово с явно изразено пълноводие през април и май. Замръзва в края на ноември – началото на декември, в отделни години в първата половина на януари, а се размразява в края на март – началото на април.

## Селища
По течението на реката са разположени множество населени места, в т.ч. 8 града:
- Пензенска област – посьолок Беково;
- Саратовска област – посольок Турки, Аркадак и Балашов;
- Воронежка област – Поворино, Борисоглебск и Новохопьорск;
- Волгоградска област – Урюпинск.

## Стопанско значение
Река Хопьор е плавателна на 323 km от устието си, до град Новохопьорск, но с изграждането на няколко понтонни моста по течението ѝ корабоплаването е невъзможно. Водите на реката се използват за питейни и промишлени нужди.